# 缘毛棘豆
缘毛棘豆（学名：Oxytropis ciliata）为豆科棘豆属下的一个种。